# Abendmahl in der reformierten Theologie
|  | Dieser Artikel wurde aufgrund von akuten inhaltlichen oder formalen Mängeln auf der Qualitätssicherungsseite des Portals Christentum eingetragen. Bitte hilf mit, die Mängel dieses Artikels zu beseitigen, und beteilige dich bitte an der Diskussion. |

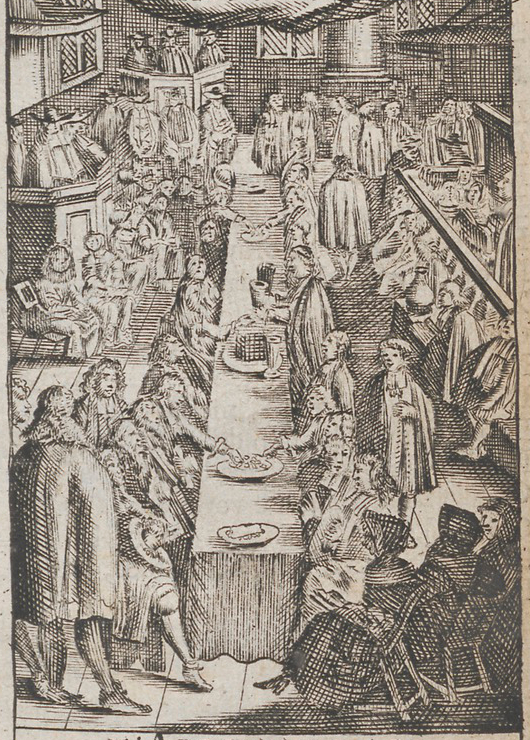
Reformiertes Tischabendmahl (Charles Drelincourt u. a.: Het recht gebruyck van des Heeren H. Avontmael, Amsterdam um 1730)

In der reformierten Theologie ist das Abendmahl, auch Eucharistie genannt, ein Sakrament, das Christen geistlich nährt und ihre Verbindung mit Jesus Christus stärkt. Die äußere oder physische Handlung des Sakraments besteht im Essen von Brot und Trinken von Wein. Reformierte Bekenntnisse, die offizielle Aussagen über den Glauben der reformierten Kirchen sind, lehren, dass Christi Leib und Blut im Sakrament wahrhaft gegenwärtig sind und dass die Gläubigen, in den Worten des Niederländischen Bekenntnisses, „den wahren und natürlichen Leib und das wahre Blut Christi“ empfangen. Der wesentliche Unterschied zwischen der reformierten Lehre und der der katholischen und lutherischen Christen besteht darin, dass für die Reformierten diese Gegenwart auf geistliche Weise durch den Glauben vermittelt wird, anstatt durch den mündlichen Verzehr.
Diese reformierte Auffassung der realen Gegenwart wird als „pneumatische Gegenwart“ bezeichnet (von πνεῦμα, einem griechischen Wort für Geist; alternativ auch „geistliche reale Gegenwart“ oder „mystische reale Gegenwart“).
Frühe reformierte Theologen wie Johannes Calvin und Huldrych Zwingli lehnten den römisch-katholischen Glauben an die Transsubstantiation ab, also dass die Substanzen von Brot und Wein der Eucharistie sich in den Leib und das Blut Christi verwandeln. Sie lehrten stattdessen, dass Christi Person, einschließlich seines Leibes und Blutes, den Christen dargeboten wird, die im Glauben daran teilnehmen. Sie widersprachen auch Martin Luther, der lehrte, dass der Leib Christi mündlich in den sakramentalen „Elementen“ von Brot und Wein empfangen wird.
Innerhalb der evangelisch-reformierten Kirchen lassen sich zwei theologische Strömungen unterscheiden: eine vor allem deutschschweizerische Tradition (vertreten durch Huldrych Zwingli, Heinrich Bullinger) und die Abendmahlstheologie Johannes Calvins, die von Genf ausging und weltweit großen Einfluss im Reformiertentum gewann.
Spätere reformierte orthodoxe Theologen lehrten weiterhin Ansichten, die denen von Calvin und Zwingli ähnlich waren. In der modernen Zeit vertrat Karl Barth eine symbolische Auffassung, dass das Sakrament nur Gottes Verheißungen kommuniziert, anstatt tatsächlich diese Verheißungen zu vermitteln. Andere reformierte Theologen lehren weiterhin die traditionelle protestantische Auffassung.

## Geschichte

### Hintergrund
Von den Anfängen des Christentums bis ins 10. Jahrhundert sahen christliche Theologen die Eucharistie als die Teilnahme der Kirche am Opfer Christi. Es wurde geglaubt, dass Christus in der Eucharistie gegenwärtig ist, aber es gab unterschiedliche Ansichten darüber, wie dies geschieht.
Der reformierte Theologe John Riggs hat argumentiert, dass die Antiochenische Schule im Byzantinischen Reich sowie Hilarius von Poitiers und Ambrosius von Mailand im Weströmischen Reich eine realistische, metabolische oder somatische Sichtweise lehrten, bei der geglaubt wurde, dass die Elemente der Eucharistie in Christi Leib und Blut verwandelt werden. Riggs behauptet, dass der einflussreiche westliche Theologe des vierten Jahrhunderts, Augustinus von Hippo, hingegen der Ansicht war, dass Christus in den Elementen der Eucharistie wirklich präsent ist, jedoch nicht in körperlicher Weise, da sein Leib im Himmel verbleibt. Riggs argumentiert, dass Augustinus glaubte, die Eucharistie sei ein geistliches Essen, das es Christen ermöglicht, Teil von Christi Leib zu werden. Westliche Theologen in den drei Jahrhunderten nach Augustinus gingen nicht weiter auf die Art und Weise ein, wie Christus in der Eucharistie gegenwärtig ist, sondern betonten die verwandelnde Kraft des Sakraments.
Laut Riggs verteidigten im neunten Jahrhundert Hrabanus Maurus und Ratramnus von Corbie ebenfalls Augustinus’ Sicht der nicht-metabolischen realen Gegenwart. Im Hoch- und Spätmittelalter wurde die metabolische Sichtweise zunehmend dominant, bis hin zu dem Punkt, dass sie als die einzige orthodoxe Option galt. Die Lehre von der Transsubstantiation wurde im Hochmittelalter entwickelt, um die Verwandlung der Elemente in Christi Leib und Blut zu erklären. Transsubstantiation ist der Glaube, dass die eucharistischen Elemente in Christi Leib und Blut in einer Weise verwandelt werden, die nur dem Verstand und nicht den Sinnen zugänglich ist.
Der anglikanische Theologe Brian Douglas hält fest: „Augustinus ist jedoch klar in seiner Verwendung des Realismus und argumentiert, dass die Gegenwart Christi in der Eucharistie so real ist, dass Brot und Wein sowie deren Darbringung in einer wirklichen Weise an den ewigen und himmlischen Formen von Christi Leib und Blut teilhaben.“
Berengar von Tours vertrat eine Ansicht, die der von Calvin sehr ähnlich war, und solche Ansichten waren in der frühen angelsächsischen Kirche weit verbreitet, wie in den Schriften von Ælfric Grammaticus zu sehen ist.

### Reformation

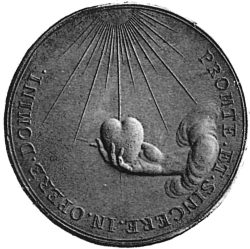
Diese Medaille aus dem siebzehnten Jahrhundert, die Johannes Calvin gewidmet ist, zeigt eine Hand, die ein Herz zum Himmel erhebt. Calvin glaubte, dass Christen im Abendmahl durch den Heiligen Geist zum Himmel emporgehoben werden.

Martin Luther, der führende Theologe der Wittenberger Reformation, lehnte die Lehre von der Transsubstantiation ab. Er hielt jedoch weiterhin daran fest, dass Christus „unter dem Brot und Wein“ leiblich gegenwärtig sei. Seine bedeutendste Schrift zum Thema, Vom Abendmahl Christi. Bekenntnis (1528) lieferte dafür den Begriff der unio sacramentalis, welcher für Martin Bucer als Vertreter der oberdeutschen Reformation anschlussfähig war und so in die Wittenberger Konkordie aufgenommen wurde. Er ist zu unterscheiden von der reformierten Verbindung zwischen „Zeichen und Bezeichnetem“. Eine Konsequenz aus Luthers Abendmahlsverständnis war der Sakramentsempfang mit dem Munde und unabhängig vom Glauben (manducatio oralis et impiorum). Auch Ungläubige empfangen demnach wirklich das Sakrament. Im Unterschied dazu überwog bei Vertretern der oberdeutschen Reformation die Vorstellung, dass das Abendmahl geistig empfangen werde und Ungläubige daher zwar Brot essen und Wein trinken, aber das Sakrament nicht empfangen. Die Wittenberger Konkordie löste den Konflikt, indem ein „Sakramentsempfang der Unwürdigen“ (manducatio indignorum) von beiden Parteien bejaht wurde. Das war für Bucer im oberdeutschen Sinn interpretierbar.
Huldrych Zwingli, der erste Theologe der reformierten Tradition, lehnte ebenfalls die Auffassung der Transsubstantiation ab, widersprach jedoch Luther, indem er behauptete, dass Christus nicht leiblich in den eucharistischen Elementen selbst gegenwärtig sei. Er hielt daran fest, dass die ganze Person Christi (Leib und Geist) den Gläubigen im Abendmahl präsentiert wird, dies jedoch nicht dadurch geschehe, dass Christi Leib mit dem Mund gegessen werde. Diese Ansicht wurde als „mystische reale Gegenwart“ bezeichnet, was bedeutet, dass die Teilnehmenden eine direkte Erfahrung von Gottes Gegenwart haben, oder als „geistliche reale Gegenwart“, da Christi Gegenwart durch seinen Geist erfolgt. Zwingli glaubte auch nicht, dass das Sakrament tatsächlich die Gnade verleiht, die im Sakrament angeboten wird, sondern dass die äußeren Zeichen von Brot und Wein auf diese Gnade hinweisen und die Erinnerung an den Tod Christi wecken.
Johannes Calvin, ein sehr einflussreicher früher reformierter Theologe, glaubte, dass das Abendmahl die Christen mit der geistlichen Speise der Vereinigung mit Christus nährt. Er war der Ansicht, dass Christen im Abendmahl von Christi Fleisch essen, was er als unerklärliches Wunder betrachtete. Calvin lehrte, dass das Abendmahl die Versprechen bestätigt, die den Christen in der Verkündigung des Evangeliums mitgeteilt werden. Er sah auch den Zweck des Abendmahls darin, Lobpreis für Gott und Liebe zu anderen Menschen zu fördern. Er hielt es für notwendig, dass Christen im Abendmahl sowohl an der Menschheit Christi als auch an seinem Geist teilhaben und dass das Brot und der Wein wirklich Christi Leib und Blut gegenwärtig machen, anstatt sie einfach nur zu symbolisieren oder darzustellen.
Calvin sprach davon, dass die Kommunikation, die im Abendmahl stattfindet, geistlich sei, was bedeutet, dass sie im Heiligen Geist ihren Ursprung hat. Calvins Lehre über das Abendmahl war eine Weiterentwicklung derjenigen von Martin Bucer und wurde von anderen reformierten Theologen wie Peter Martyr Vermigli vertreten. Calvin, wie Zwingli und im Gegensatz zu Luther, glaubte nicht, dass Christus leiblich in den Elementen der Eucharistie gegenwärtig sei. Er lehrte, dass Christus im Himmel bleibt und dass wir durch das Abendmahl zu ihm erhoben werden, anstatt dass er zu uns herabkommt. Calvin glaubte, dass die Elemente des Abendmahls von Gott als Werkzeuge verwendet werden, um die Verheißungen zu vermitteln, die sie darstellen, eine Ansicht, die als symbolischer Instrumentalismus bezeichnet wird.
Heinrich Bullinger, Zwinglis Nachfolger, ging über Zwingli hinaus, indem er lehrte, dass es eine Verbindung zwischen dem Sakrament des Abendmahls und der in ihm symbolisierten Gnade gibt. Bullingers Ansicht war nicht identisch mit der Calvins, da er die Sakramente nicht als Mittel zur Vermittlung der Gnade betrachtete. Bullingers Auffassung wurde als „symbolischer Parallelismus“ bezeichnet, da die innere Speisung mit Christus gleichzeitig mit dem äußeren Essen von Brot und Wein stattfindet, jedoch nicht in irgendeiner Weise davon verursacht wird.
Die reformierten Bekenntnisse, offizielle Glaubensaussagen der reformierten Kirchen, folgten der Auffassung, dass Christus im Abendmahl wirklich gegenwärtig ist. Sie übernahmen entweder Calvins Ansicht, dass die Zeichen von Brot und Wein Mittel zur Vermittlung der Gnade sind, oder Bullingers symbolischen Parallelismus. Einige der deutschsprachigen reformierten Bekenntnisse scheinen zögerlich, das Sakrament als Mittel der Gnade anzusehen, aber sie betonen alle, dass es eine Verbindung zwischen den äußeren Zeichen des Sakraments und der inneren Gnade, die sie bezeichnen, gibt. Reformierte orthodoxe Theologen bestanden ebenfalls weiterhin auf der realen Gegenwart Christi im Abendmahl, während sie, im Gegensatz zu den Lutheranern, bestritten, dass sein Leib substanziell in den Elementen gegenwärtig sei.

## Moderne
Als Befürworter der Kirchenunion zwischen Lutheranern und Reformierten war Friedrich Schleiermacher von seinem eigenen reformierten Hintergrund geprägt, wie sich an seiner Abendmahlslehre zeigt. In seinem Hauptwerk Glaubenslehre referierte Schleiermacher die Abendmahlstheologie Luthers, Zwinglis und Calvins. Zwingli habe gegenüber den beiden anderen Reformatoren den Vorteil, dass er das Abendmahl am verständlichsten erkläre und das Wie der Gegenwart Christi im Abendmahl nicht zu erfassen versuche. In seinen eigenen Predigten zum Thema Abendmahl lehnte sich Schleiermacher an Zwingli an. Hinsichtlich der Kirchenunion hielt er einen Konsens im Abendmahl nicht für erforderlich; es reiche, wenn man bei der evangelischen Abendmahlsfeier „sich an den Worten Christi selbst begnügt, aus deren verschiedener Auslegung die verschiedenen Meinungen der Lutheraner und Reformirten hervorgegangen sind, und bei denen sich also auch jeder Einzelne seiner ganzen Vorstellung kann bewußt werden.“
Im 19. Jahrhundert wurde die Lehre vom Abendmahl zu einem Streitpunkt zwischen den amerikanischen reformierten Theologen John Williamson Nevin und Charles Hodge. Nevin, der von dem deutschen Lutheraner Isaak August Dorner beeinflusst war, schrieb, dass Christen im Abendmahl mystisch mit der ganzen Person Christi vereint würden und dass diese Vereinigung durch Christi Fleisch geschehe. Hodge hingegen war der Meinung, dass Nevin die Idee der mystischen Vereinigung überbetonte, und argumentierte, dass, wenn gesagt werde, dass Christen im Abendmahl mit Christus Gemeinschaft haben, damit eher Christi Opfer für ihre Sünden gemeint sei, als eine mystische Vereinigung mit seinem Fleisch. Hodge lehrte auch, dass im Abendmahl nichts vermittelt werde, was nicht bereits in der Verkündigung von Gottes Wort vermittelt werde. Amerikanische Presbyterianer stimmten im Allgemeinen mit Hodge überein. Reformierte Kongregationalisten des 19. Jahrhunderts, die der Theologie Neuenglands folgten, vertraten im Allgemeinen eine symbolische, erinnernde Sicht des Abendmahls.
Karl Barth, ein einflussreicher reformierter Theologe des 20. Jahrhunderts, sah Taufe und Abendmahl nicht als Sakramente (Gnadenmittel), denn Christus sei das eine Sakrament des Handelns Gottes. Er behandelte sie im Rahmen seiner unvollendeten Versöhnungslehre in der Kirchlichen Dogmatik. Dabei führte er seine Tauftheologie detailliert aus, während er die Abendmahlslehre nur skizzierte. Taufe und Abendmahl sind, so Barth, als „Tatbekenntnis“ freie menschliche Bestätigung der vorausgehenden göttlichen Neuausrichtung. Steht die Taufe für den Anfang des Christenlebens und den Eintritt in die Gemeinde, so ist das Abendmahl dankbare Antwort des Christen auf die Erhaltung des Lebens in dieser christlichen Gemeinschaft.
Donald Baillie vertrat eine Position, die der von Johannes Calvin ähnlich war, und argumentierte, dass Gott zwar allgegenwärtig ist, er jedoch auf besondere Weise im Abendmahl gegenwärtig sei, weil er durch den Glauben des Gläubigen anwesend ist. Christi Gegenwart sei für den Gläubigen im Sakrament sogar noch realer als die physische Realität.

## Bedeutung
In den reformierten Bekenntnissen wird das Abendmahl als Mahl betrachtet, das geistliche Nahrung bietet. Das Essen des Leibes und das Trinken des Blutes Christi im Sakrament wird als eine geistliche Stärkung der Christen angesehen. Die Gläubigen sind bereits mit Christus vereint, aber das Abendmahl dient dazu, diese Einheit zu vertiefen und zu stärken. Es ist auch ein Mittel, um den Tod und die Auferstehung Jesu Christi zu gedenken und zu verkünden. Die Teilnehmenden sollen Dankbarkeit und Lob an Gott ausdrücken für seinen Tod und die daraus resultierenden Segnungen. Das Abendmahl soll Christen die Gewissheit ihres Heils und ihrer Vereinigung mit Christus geben, die ihnen durch die Verkündigung des Evangeliums vermittelt wurde. Es wird auch geglaubt, dass das Abendmahl die Einheit der Christen untereinander stärkt. Es ruft die Christen dazu auf, Christus zu lieben und ihm zu gehorchen sowie in Harmonie mit anderen Christen zu leben.
Die reformierten Bekenntnisse lehnen die katholische Lehre ab, dass die Eucharistie ein Sühneopfer ist, also ein Opfer, um Gottes Zorn zu besänftigen und die Vergebung der Sünden zu erlangen. Stattdessen lehren sie, dass Christi Leib nur empfangen und nicht als Opfer wieder dargebracht werden soll. Die Bekenntnisse sprechen jedoch manchmal vom Abendmahl als einem Dankopfer für das empfangene Sühneopfer. Im 20. Jahrhundert entwickelte der schottische reformierte Theologe Thomas F. Torrance eine starke Lehre über das eucharistische Opfer. Er argumentierte, dass Christi Person und Werk nicht voneinander getrennt werden können und dass die Eucharistie seinen Opfertod vermittelt.
In reformierten Kirchen wird erwartet, dass nur gläubige Christen am Abendmahl teilnehmen. Zudem sollen die Teilnehmenden sich selbst prüfen und sich auf das Sakrament vorbereiten. Dies beinhaltet, zu überprüfen, ob man seine Sündhaftigkeit erkennt und den Glauben an Christus hat, um Vergebung zu empfangen. Christen können in gewissem Maße Zweifel an ihrem Heil haben, sollten sich jedoch ihrer Sünde bewusst sein und den Wunsch haben, Glauben zu haben.

## Christi Gegenwart

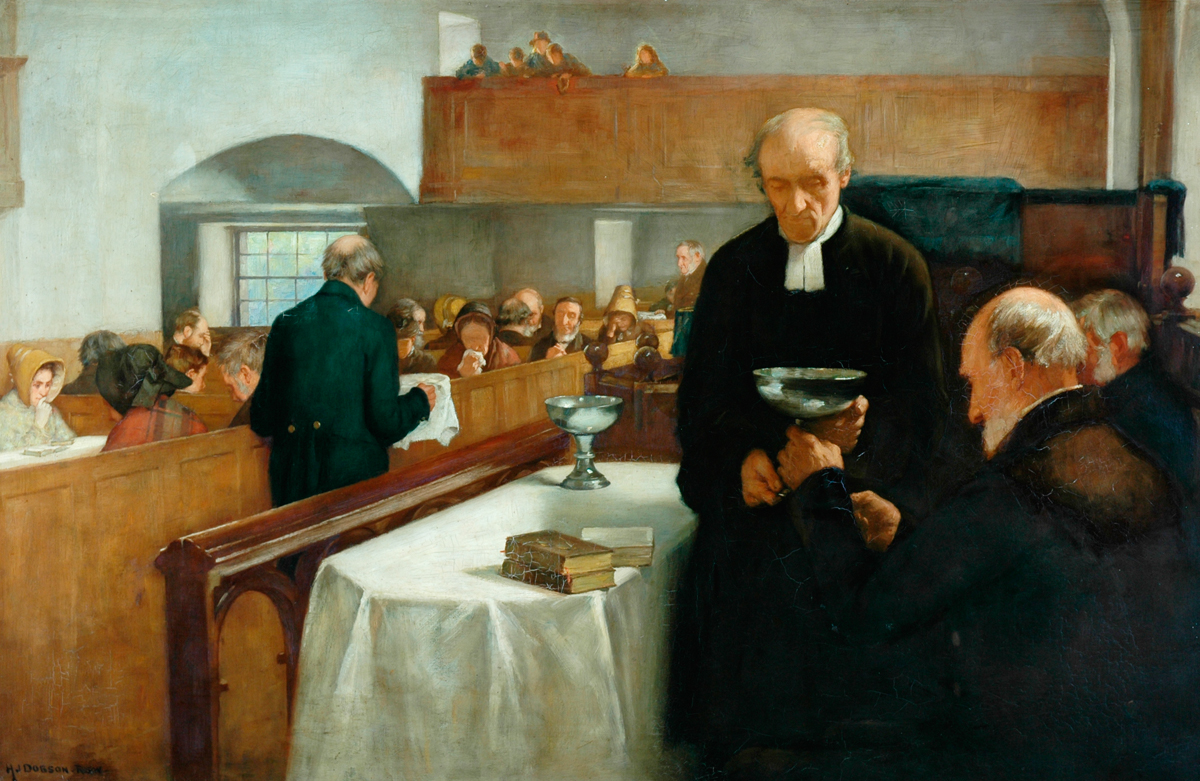
A Scottish Sacrament, von Henry John Dobson

Die reformierten Glaubensbekenntnisse lehren, dass Christi wahrer Leib und sein wahres Blut im Abendmahl wirklich gegenwärtig sind. In Bezug auf das, was im Abendmahl empfangen wird, stimmt die reformierte Tradition mit der Position des Katholizismus und Luthertums nicht grundsätzlich überein. Reformierte Bekenntnisse lehren, dass die Teilnehmenden des Abendmahls, in den Worten des Niederländischen Glaubensbekenntnisses, am „wahren und natürlichen Leib und am wahren Blut Christi“ teilhaben. Sie lehnen jedoch die Erklärungen ab, die von Lutheranern und Katholiken für dieses Essen und Trinken gegeben werden.
Die reformierten Glaubensbekenntnisse lehren, dass Brot und Wein des Abendmahls nicht in Christi Leib und Blut verwandelt werden, wie es in der katholischen Lehre der Transsubstantiation der Fall ist. Gegen die Lutheraner lehren die reformierten Bekenntnisse nicht, dass die Teilnehmenden des Abendmahls Christi Leib und Blut mit ihrem Mund essen und trinken (Lateinisch: manducatio oralis). Während die reformierten Bekenntnisse lehren, dass im Abendmahl Christus sowohl in seiner göttlichen als auch in seiner menschlichen Natur empfangen wird, wird die Art des Essens als geistlich angesehen (manducatio spiritualis). Christi Leib und Blut bleiben fleischliche Substanz, aber sie werden dem Teilnehmenden auf geistliche Weise mitgeteilt.